# Quartucciu
Quartucciu ist eine italienische Gemeinde (comune) mit 12.831 Einwohnern (Stand 31. Dezember 2023) in der Metropolitanstadt Cagliari auf Sardinien. Die Gemeinde liegt etwa 7 Kilometer nordöstlich von Cagliari am Lago di Simbrizzi.

## Geschichte
Aus der Zeit zwischen 1000 und 600 v. Chr. stammt das Gigantengrab Is Concias, das darauf hindeutet, dass hier bereits in der Bronzezeit eine reiche Kultur gesiedelt hat. Im Ausgrabungsgebiet von Pill'è Matta finden sich 200 weitere kleinere Gräber. Diese steinernen Turmbauten (Nuraghe) gehen auf die gleichnamige Kultur, so auch Nuraghe Arrù, zurück. Noch vor dem Fall des Weströmischen Reiches wurde der Ort von Vandalen überfallen.
Seine Unabhängigkeit als eigenständige Gemeinde gewann Quartucciu erst 1983 zurück, als sie durch ein Referendum aus dem Stadtgebiet Cagliaris (seit 1928) herausgelöst wurde.

## Verkehr
Quartucciu liegt an der Ringstraße Strada Statale 554 Cagliaritana. Nordwestlich von der Gemeinde geht die Strada Statale 125 Sarda Orientale ab. Der nächste Bahnhof liegt in Monserrato.

## Persönlichkeiten
- Francesca Sanna Sulis, (11. Juni 1716 – 4. Februar 1810) Modeschöpferin[2]